# Дочки милосердя

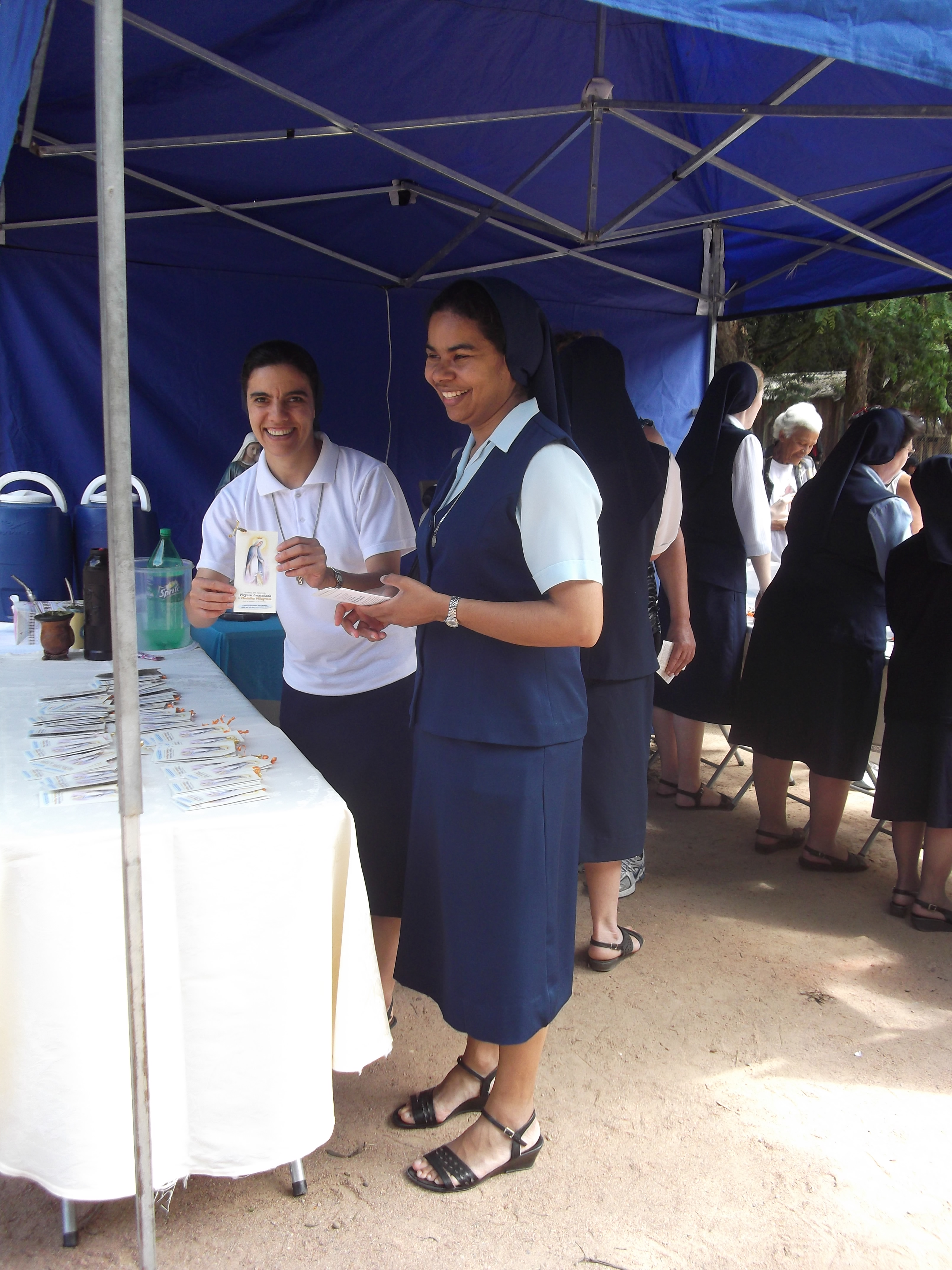
2013

Дочки́ милосе́рдя, дочки милосердя св. Вінсента де Поля, вікентіанки, сірі сестри, шаритки, (фр. Filles de la charité de Saint Vincent de Paul, FdC) — католицька жіноча конгрегація, заснована святими Вінсентом де Полем та Луїзою де Маріяк у XVII столітті. Дочок Милосердя, разом з чоловічою конгрегацією лазаристів часто називають вінсентіанами чи вікентіанами.

## Організація
Дочки милосердя — товариство апостольського життя, тобто його члени не приносять чернечих обітниць. У XX столітті дочки милосердя були однією з найчисельніших жіночих згромаджень. У 1998 р. вони налічували 24 982 сестри і 2757 домів по всій земній кулі.
Члени товариства приносять обітниці бідності, чистоти, послуху і служіння бідним. Головні напрямки діяльності конгрегації — догляд за хворими, освіта бідняків, опіка над сиротами та людьми похилого віку.

## Історія

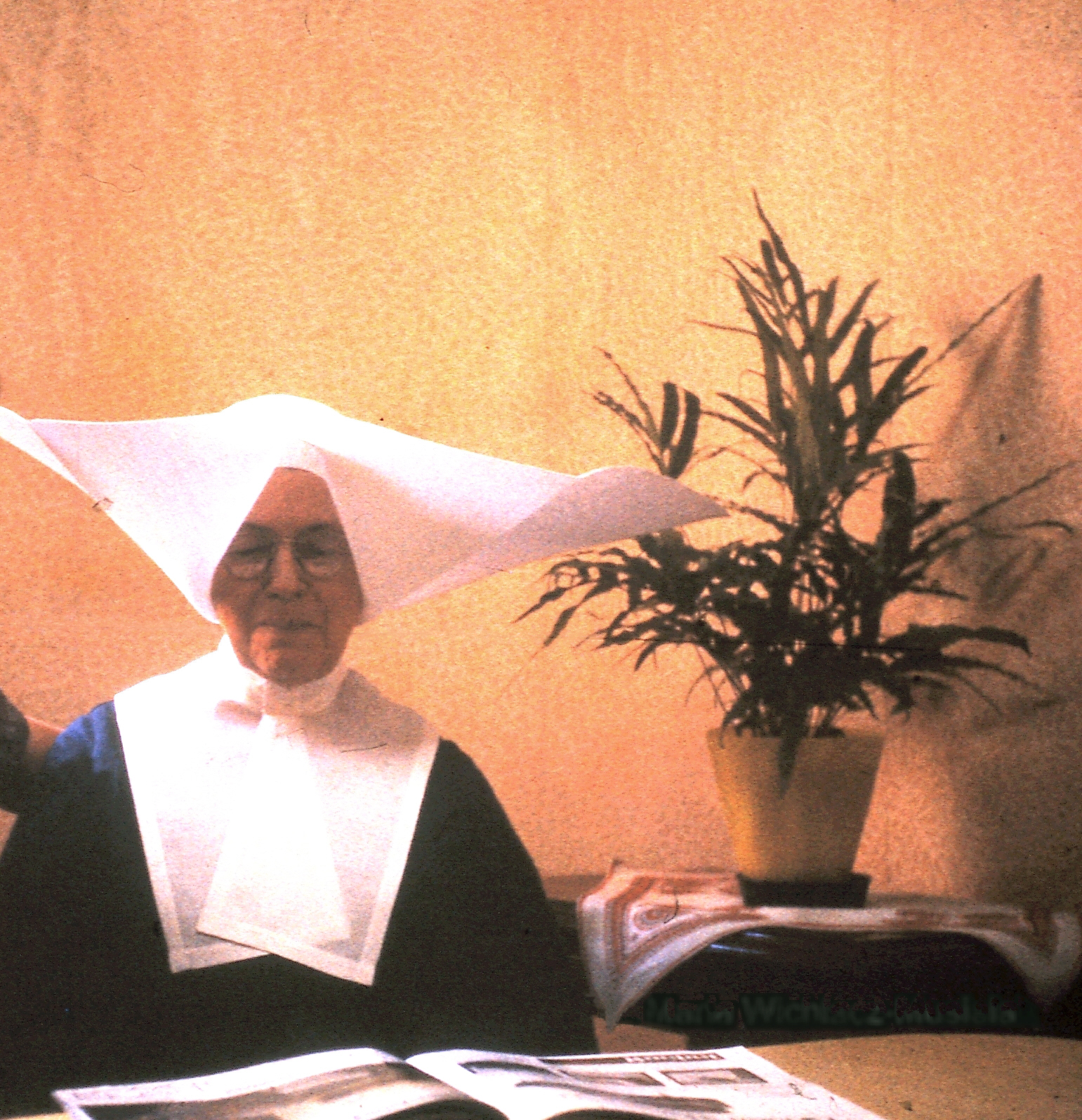

Нова конгрегація була заснована св. Вінсентом де Полем і герцогинею Луїзою де Маріяк в 1633 р. Заснувавши суспільство дочок милосердя, вони зуміли перевернути всі уявлення про жіноче монаше покликання, яке до цього моменту означало лише життя в строгому затворі за стінами монастирів. Св. Вінсентій де Поль так охарактеризував новий рух — «їх монастирем будуть домівки хворих, їх капелою — парафіяльна церква, їх келією — винаймувана кімната, їх ґратами — страх Божий».
Дочки милосердя стали першим з багатьох жіночих діяльних рухів, чиї члени, приносять обітниці, проте живуть і діють в миру.
Спочатку головним завданням сестер була допомога хворим удома, але незабаром поле їх діяльності дуже розширилося. Сірі сестри (як їх називали люди за кольором їх облечення) почали виховувати дітей-підкидьків. Вони взяли на себе піклування про каторжників, і з 1656 р. сестри надають допомогу пораненим на полях битв.
У 1652 р. обитель дочок милосердя вперше була заснована за межами Франції — в Польщі, після чого конгрегація швидко поширилася по всій Європі.
У XIX і XX століттях дочки милосердя працювали, в основному, в медичних установах, безкоштовних школах, дитячих садах, притулках.
Деякі дочки милосердя стали мученицям під час еликої французької революції, переслідування християн у Китаї в XIX столітті, іспанської громадянської війни в 1930-х роках.